# バリー・ヤング
バリー・ヤング（Barry Young、1986年12月3日 - ）は、スコットランドのグラスゴー出身のプロレスラー。現在は、ウルフギャング(Wolfgang)のリングネームで活動。

## 来歴

### NXT UK
2016年12月15日、ヤングは、2017年1月14日と15日に行われる、2泊のトーナメントで競う16人の参加者の1人になることが明らかになった。ラウンドは、準々決勝に進出。準々決勝では、トレント・セブンを破ったが、準決勝でセブンのタッグパートナーである、タイラー・ベイトに敗れた。
2017年9月13日、ウォルフガングは、ピート ダンとNXT・ユナイテッドキングダム王座戦をしたが、2018年6月18日、ヤングがNXT北米王座のUK王座戦トーナメントの 2日目の夜にアダム・コールと対戦することが発表された。
ヤングは、マーク・アンドリュースと対戦するが、敗北。10月31日、ジョー・コフィー、マーク・コフィーとチームを組み、アンドリュース、フラッシュ・モーガン・ウェブスター、トラビス・バンクスに勝利。12月5日、ウルフギャングとコフィー兄弟は、チームを、ガラスと名付けた。

### NXT
NXTヒートウェーブで、ガラスは、ダイアモンド・マインを攻撃した。2022年8月23日、ガラスは、タッグチームデビューを果たし、NXT UKタッグチーム王座のブルックス・ジェンセンとジョシュ・ブリッグスと対戦し、勝利。Worlds Collideで、ガラスは、 NXT UKタッグチーム王座戦のフェイタル・4ウェイ・エリミネーション・マッチに参加したが、2番目に敗北。その後、ガラスは、ブリッグスとジェンセンに再戦で、失格なしのタッグ戦で、勝利。ガラスはその後、当局者を攻撃したとして9月に出場停止処分を科せられた。
2023年1月10日のニューイヤーズイービルで、ウルフギャングとマーク・コフィーは、出場停止から復帰し、ガントレットマッチに勝利し、復讐の日にNXTタッグチーム王座戦の出場権を得た。2月4日のベンジェンス・デイで、ガラスは、NXTタッグチーム王座のニュー・デイ、アンドレ・チェイス・ユニバーシティー、プリティ・デッドリーとの4ウェイタッグチームマッチで対戦し、勝利。よって、NXTタッグチーム王座を獲得。その後、エドリス・エノフェ & マリク・ブレイドと対戦し、勝利。3月14日、プリティ・デッドリーと対戦し、勝利。4月1日のスタンド & デリバーでは、クリード・ブラザーズ、ディアンジェロ・ファミリーと対戦する。

## 獲得タイトル
BCW
- BCWヘビー級王座 : 1回
- BCW無差別級王座 : 2回
- BCWタッグチーム王座 : 5回（w /ダークサイド (3)、レッド・ライトニング、ジェームス・スコット

ICW
- ICW世界ヘビー級王座 : 1回
- ICWゼロG王座 : 1回
- ICW「マッチ・オブ・ザ・イヤー」バミー賞
- スクエアゴー！(2016)

PBW
- PBWヘビー級王座 : 2回
- PBWタッグチーム王座：1回（w /ライオンハート
- PBWヘビー級王座トーナメント (2006)

ロックンレスリング
- ハイランドランブル (2016)

SPW
- SPWブリティッシュ・ヘビー級王座 : 1回

SWA
- NWAスコティッシュ・ヘビー級王座 : 2回
- SWAレアード・オブ・ザ・リング王座 : 1回
- SWAタッグチーム王座 : 2回（w /ダークサイド、ファルコン
- レアード・オブ・ザ・リング・トーナメント (2007)

W3L
- W3Lヘビー級王者 : 1回
- W3Lタッグチーム王座 : 1回（w /ダークサイド

wZw
- wZwインタープロモーション王座 : 1回

WWE
- NXTタッグチーム王座 : 1回（w /マーク・コフィー
- NXT UKタッグチーム王座 : 1回（w /マーク・コフィー

## 入場曲
- Beat Me
- Slide
- Run On